# سيا كيتانو
سيا كيتانو (باليابانية: 北野晴矢) هو لاعب كرة قدم ياباني في مركز الهجوم، ولد في 2 أغسطس 1997 في اليابان. لعب مع بوغون شتشين.

## وصلات خارجية
- سيا كيتانو على موقع قاعدة بيانات كرة القدم.إي يو (الإنجليزية)
- سيا كيتانو على موقع Soccerway.com (الإنجليزية)